# De Bello Hispaniensi
De Bello Hispaniensi ("Om kriget i Spanien") är en bok som sägs ha författats av Julius Caesar och handlar om dennas fälttåg i Spanien. Caesars författarskap är dock ifrågasatt.